# Stefano Fabri junior
Stefano Fabri junior (* ca. 1606 in Rom; † 27. August 1658 ebenda) war ein italienischer Musiker.

## Leben
Stefano Fabri II war Sohn des Kapellmeisters der Cappella Giulia Stefano Fab(b)ri (1560–1609). Sein Lehrmeister war Giovanni Bernardino Nanino,
Stefano Fabri jun. war Kapellmeister am Seminario Romano von 1638 bis 1639 und danach bis 1644 an der Basilika San Giovanni dei Fiorentini. Es folgte bis 1657 eine Zeit an der Kirche San Luigi dei Francesi. Um 1648 soll er auch Kapellmeister an der Basilika Santa Maria Maggiore gewesen sein, definitiv wird er ab 1657 dort erwähnt. Ein Ruf als Kapellmeister an den Petersdom soll 1654 erfolgt sein, jedoch hatte letztlich Orazio Benevoli nach Baini diese Stellung bereits inne. Florido nennt Fabri in seiner Ausgabe der Cantiones Sacrae ab Excell. Musices Auctoribus einen Maestro in S. Pietro in Vaticano.
Ein Ausbruch der Pest 1656, bei dem Papst Alexander VII sämtliche öffentlichen Veranstaltungen verbot, hinderte Fabri nicht daran, in Santa Maria Maggiore Musikmeister zu werden und in derselben Kirche auch ab April 1657 auch die Privatkapelle der Familie Borghese zu bedienen. Ein Schüler von ihm war Francesco Beretta.

## Werke
Ca. zwanzig seiner Werke erschienen während seiner Lebenszeiten zusammen mit Kompositionen anderer Komponisten und Kapellmeister von Rom bei Domenico Bianchi, Filippo Beretti, Giovanni Poggioli insbesondere bei Florido de Silvestris. Sein Schwager veröffentlichte ein Magnificat und die Salmi concertati bei Giacomo Fei. Viele seiner mehrchörigen Kompositionen haben sich erhalten wie ein Magnificat, Confitebor, Laudate pueri etc. In Santa Maria Maggiore befindet sich ein Blatt einer fünfteiligen Messe.
- Motetten a 2-5. Rom 1650.[2]
- Salmi concertanti. 1660.[2]

## Notenbeispiel
- Fabri, Credidi propter quod locutus sum, (Digitalisat)
- Fabri, Emendemus in melius (3 Stimmen und B. continuo), (Digitalisat)

## Aufnahmen (Auswahl)
- Choral Concert: Uppsala Academic Chamber Choir. S. Fabri II, C. Bernhard, S. Vesi, G. Peranda, J. H. Schmelzer (Laudat!); Katalog: Proprius PROP7800; Naxos[7]
- Choral Concert: Uppsala Academic Chamber Choir. S. Fabri II, C. Bernhard, S. Vesi, G. Peranda, J. H. Schmelzer, F. Foggia. (Laudate); Katalog: Proprius PRCD9100; Naxos[7]